# Rýnské falckrabství
Rýnské falckrabství neboli Falcké hrabství na Rýně (německy Pfalzgrafschaft bei Rhein) byl státní útvar a stát Svaté říše římské, v roce 1356 povýšen na kurfiřtství. Existovalo do roku 1803 s hlavním městem provincie Heidelbergem, později Mannheimem.

## Historie
Úřad falckého hraběte se objevuje poprvé v roce 535 v souvislosti s dvorem franského krále Childeberta I. Na rozdíl od polonezávislých vévodů působila falcká hrabata jako stálí zástupci krále v rámci určitých regionů. Za merovejské dynastie byl titul falckého hraběte pouhým úřadem, do kterého byl jedinec jmenován, postupem doby se vyvinul v titul dědičný.

### Lotrinské falckrabství

Erb lotrinského vévody

Původ falckrabství sahá až do království Lotharingie. Franská moc se až do 10. století opírala o královský palác (Pfalz) v Cáchách spravovaném falckým hrabětem, což z něj činilo mocného člověka, zároveň byl ze všech falckých hrabat nejvýznamnější. 
V roce 959 byla Lotharingie rozdělena na dvě vévodství: Horní Lotrinsko (jižní část) a Dolní Lotrinsko (severní část), přičemž autorita falckraběte se nacházela v oblasti celého Horního Lotrinska, jeho feudální panství však zůstávala roztroušena v jihozápadní části Frank a Porýní kolem Kolína nad Rýnem a Bonnu a oblastí kolem Mosely a Nahe. Kvůli neutuchajícím bojům s kolínskými arcibiskupy byl fackrabě nucen přesunout pole působnosti na jižní část Eifelu a dál do oblasti Horního Rýna. Několik krajů na obou březích řeky tu náleželo Ezzonským, tedy rodu falckraběte. 
V roce 1085 po smrti ezzonského falckraběte Heřmana II. pozbyl titul v Lotrinsku vojenského významu. V praxi to znamenalo, že jeho nástupce Jindřich z Laachu se stal pouhým feudálním magnátem nad vlastními územími podél Horního Rýna a v jihozápadních Frankách, toto území potom vešlo ve známost jako falcké hrabství na Rýně.

### Rýnské falckrabství

Erb falce v době Štaufů a Welfů

Rýnské falckrabství, resp. Rýnská Falc, vznikla přesunutím lotrinského falckrabství z oblasti kolem Cách a od dolního toku Rýna přes Moselu ke střednímu a hornímu toku Rýna do povodí dolního Neckaru v 11. a 12. století. Centrem bylo nejprve Alzey a později Heidelberg. První zmínka o porýnské Falci pochází z roku 1093.
Roku 1156 udělil císař Fridrich I. Barbarossa svému polorodému bratru Konrádovi Rýnské falckrabství v léno. Území Rýnské Falce tvořily statky lotrinského falckrabství, sálsko-štaufských domén a fojtství a církevní domény (biskupství špýrské a wormské, říšské opatství Lorsch). Po krátké vládě Welfů (v letech 1195–1214), připadla Falc Ludvíku I. Bavorskému, jehož syn Ota II. se v roce 1225 oženil s dědičkou Welfů Anežkou († 1267) a tím Falc definitivně připadla Wittelsbachům. Do roku 1329 bylo Rýnské falckrabství spojeno s Bavorským vévodstvím. Císař Ludvík IV. Bavor musel roku 1329 svým synovcům odstoupit vedle rýnských držav většinu bavorské Nordgau, tj. pozdější Horní Falce; na základě této smlouvy se rod Wittelsbachů rozdělil na starší falckou a mladší bavorskou hlavní linii a o kurfiřtskou hodnost se měly dělit. Starší falcká linie ale získala kurfiřtskou hodnost pro sebe v roce 1356.